# Барретт Тауншип (округ Монро, Пенсільванія)
Барретт Тауншип (англ. Barrett Township) — селище (англ. township) в США, в окрузі Монро штату Пенсільванія. Населення — 4053 особи (2020).

### Клімат
| Клімат : Барретт Тауншип | Клімат : Барретт Тауншип | Клімат : Барретт Тауншип | Клімат : Барретт Тауншип | Клімат : Барретт Тауншип | Клімат : Барретт Тауншип | Клімат : Барретт Тауншип | Клімат : Барретт Тауншип | Клімат : Барретт Тауншип | Клімат : Барретт Тауншип | Клімат : Барретт Тауншип | Клімат : Барретт Тауншип | Клімат : Барретт Тауншип | Клімат : Барретт Тауншип |
| Показник                 | Січ.                     | Лют.                     | Бер.                     | Квіт.                    | Трав.                    | Черв.                    | Лип.                     | Серп.                    | Вер.                     | Жовт.                    | Лист.                    | Груд.                    | Рік                      |
| Абсолютний максимум, °C  | 17,7                     | 23,0                     | 28,2                     | 31,8                     | 33,1                     | 32,8                     | 35,1                     | 34,5                     | 33,5                     | 29,1                     | 24,8                     | 19,8                     | 35,1                     |
| Середній максимум, °C    | 0,4                      | 2,3                      | 7,0                      | 14,3                     | 20,3                     | 24,7                     | 26,7                     | 26,1                     | 22,2                     | 15,8                     | 9,4                      | 2,8                      | 14,4                     |
| Середня температура, °C  | −4,7                     | −3,1                     | 1,2                      | 7,8                      | 13,6                     | 18,3                     | 20,6                     | 19,9                     | 15,8                     | 9,5                      | 4,2                      | −1,8                     | 8,5                      |
| Середній мінімум, °C     | −9,7                     | −8,5                     | −4,5                     | 1,3                      | 6,8                      | 11,9                     | 14,4                     | 13,7                     | 9,6                      | 3,1                      | −1,1                     | −6,4                     | 2,6                      |
| Абсолютний мінімум, °C   | −30,2                    | −25,4                    | −21,1                    | −11,8                    | −2,8                     | 0,8                      | 3,9                      | 1,6                      | −2,2                     | −8,3                     | −17,7                    | −25,6                    | −30,2                    |
| Норма опадів, мм         | 87                       | 77                       | 94                       | 106                      | 112                      | 121                      | 107                      | 110                      | 123                      | 120                      | 99                       | 99                       | 1256                     |
| Вологість повітря, %     | 72.3                     | 66.9                     | 63.0                     | 58.8                     | 61.4                     | 70.6                     | 70.7                     | 73.2                     | 74.6                     | 70.4                     | 70.2                     | 73.5                     | 68.8                     |
| ------------------------ | ------------------------ | ------------------------ | ------------------------ | ------------------------ | ------------------------ | ------------------------ | ------------------------ | ------------------------ | ------------------------ | ------------------------ | ------------------------ | ------------------------ | ------------------------ |
| Джерело: PRISM           |                          |                          |                          |                          |                          |                          |                          |                          |                          |                          |                          |                          |                          |

## Демографія
Згідно з переписом 2010 року, у селищі мешкало 4225 осіб у 1839 домогосподарствах у складі 1117 родин. Було 2529 помешкань
Расовий склад населення:
| - 91,4 % — білих - 3,9 % — чорних або афроамериканців - 0,9 % — азіатів - 0,1 % — вихідців з тихоокеанських островів - 0,1 % — корінних американців - 1,6 % — осіб інших рас |

До двох чи більше рас належало 1,9 %. Частка іспаномовних становила 5,2 % від усіх жителів.
За віковим діапазоном населення розподілялося таким чином: 20,2 % — особи молодші 18 років, 61,5 % — особи у віці 18—64 років, 18,3 % — особи у віці 65 років та старші. Медіана віку мешканця становила 45,8 року. На 100 осіб жіночої статі у селищі припадало 97,3 чоловіків;  на 100 жінок у віці від 18 років та старших — 93,6 чоловіків також старших 18 років.
Середній дохід на одне домашнє господарство  становив 69 226 доларів США (медіана — 62 813), а середній дохід на одну сім'ю — 82 304 долари (медіана — 72 708). Медіана доходів становила 41 826 доларів для чоловіків та 40 815 доларів для жінок. За межею бідності перебувало 14,3 % осіб, у тому числі 8,2 % дітей у віці до 18 років та 23,2 % осіб у віці 65 років та старших.
Цивільне працевлаштоване населення становило 2141 особа. Основні галузі зайнятості: мистецтво, розваги та відпочинок — 18,2 %, виробництво — 13,2 %, роздрібна торгівля — 13,1 %.